# Getchell Lake
Der Getchell Lake (auch als Gatchell Lake bezeichnet) ist ein See im Stearns County im US-Bundesstaat Minnesota. Er befindet sich 6,5 Kilometer südöstlich von New Munich und 1,5 Kilometer westlich der County Road 11 in einem Moorgebiet. Zufluss und Abfluss ist der Getchell Creek. Seine Fläche beträgt ca. 28 Hektar (69 Acres), die Höhe über dem Meeresspiegel 358 Meter. 2,5 Kilometer östlich des Getchell Lake befindet sich der größere Sand Lake.